# Ihar Makarau
Pour les articles homonymes, voir Igor Makarov et Makarov.
Ihar Makarau (ou Igor Makarov) (né le 20 juillet 1979) est un judoka biélorusse qui s'illustre dans la catégorie des moins de 100 kg (poids mi-lourds). Champion d'Europe junior en 1998 à Bucarest, il tarde à confirmer chez les seniors. Il remporte ainsi sa première médaille dans une compétition majeure en montant sur la troisième marche du podium de l'Euro 2002 de Maribor. Il récidive l'année suivante à Düsseldorf avant de décrocher la troisième place lors des Championnats du monde d'Osaka. Qualifié pour les Jeux olympiques de 2004 à Athènes, il est un outsider pour le podium. Après avoir battu de redoutables judokas comme le Néerlandais Elco van der Geest en demi-finale, il se qualifie pour la finale du tournoi olympique. Lors de ce combat, il s'impose face au Sud-Coréen Jang Sung-Ho et remporte ainsi le titre olympique. 

## Palmarès

### Jeux olympiques
- Jeux olympiques de 2004 à Athènes (Grèce) :
  -  Médaille d'or dans la catégorie des moins de 100 kg (poids mi-lourds).

### Championnats du monde
- Championnats du monde 2003 à Osaka (Japon) :
  -  Médaille de bronze dans la catégorie des moins de 100 kg (poids mi-lourds).

### Championnats d'Europe
| Catégorie                       | 2002 | 2003 | 2006 | 2009 | 2010 |
| ------------------------------- | ---- | ---- | ---- | ---- | ---- |
| Moins de 100 kg Poids mi-lourds | 3e   | 3e   | 5e   | -    | -    |
| Plus de 100 kg Poids lourds     | -    | -    | -    | 3e   | 1er  |

### Divers
Juniors :
- Champion d'Europe junior en 1998 à Bucarest (Roumanie).